# Fingertoppen
Der Fingertoppen (norwegisch für Fingerspitze; japanisch 天指し峰 Tensasi-mine, deutsch ‚Spitze, die in den Himmel zeigt‘) ist ein 1729 m hoher Berg im ostantarktischen Königin-Maud-Land. Im Gebirge Sør Rondane ragt er im schmalsten Abschnitt des Lunckeryggen auf.
Japanische Kartographen kartierten ihn anhand von Luftaufnahmen aus den Jahren von 1981 bis 1982 und 1986 sowie anhand von Vermessungen aus den Jahren 1984 und 1991. Sie benannten ihn 1988 deskriptiv. Wissenschaftler des Norwegischen Polarinstituts übertrugen diese Benennung 1989 ins Norwegische.